# Hans Jørgen Birch
Hans Jørgen Birch (født 6. september 1750 i København, død 24. maj 1795 i Middelfart) var en dansk præst. 
Birch, hvis fader var overgraver ved Vor Frue Kirke, blev student 1765 og teologisk kandidat 1769. Efter at have givet sig af med en forskelligartet litterær virksomhed blev han præst 1778 i Vallensbæk, 1779 i Glostrup og 1791 i Middelfart. Af hans forfatterskab må nævnes hans Bibelhistorie (1782, 7. oplag 1811), Haandbog for Præster (I-II, 1791-95) og Billedgalleri for Fruentimmer (I-III, 1793-95).